# Dupeljevo
Dupeljevo (Servisch cyrillisch Дупељево) is een plaats in de Servische gemeente Vranje. De plaats telt 55 inwoners (2002).